# Ujung Alih
Ujung Alih is een bestuurslaag in het regentschap Empat Lawang van de provincie Zuid-Sumatra, Indonesië. Ujung Alih telt 1289 inwoners (volkstelling 2010).